# 马克特诺德海姆
马克特诺德海姆是德国巴伐利亚州的一个市镇。总面积39.32平方公里，总人口1098人，其中男性552人，女性546人（2011年12月31日），人口密度28人/平方公里。